# Nierisaaret
Nierisaaret, enaresamiska: Njearresullot, är en ö i Finland. Den ligger i Enare älv och i kommunen Enare  i den ekonomiska regionen Norra Lappland och landskapet Lappland, i den norra delen av landet, 1 000 km norr om huvudstaden Helsingfors. Öns area är 2,2 hektar och dess största längd är 380 meter i sydväst-nordöstlig riktning.